# Лайош II
Лайош Ягиелонски или Лайош II (на чешки: Ludvík Jagellonský; на унгарски: II. Lajos; * 1506, † 1526), e крал на Бохемия и крал на Унгария и Хърватия през периода 1516 – 1526 г.

## Произход и ранни години
Роден в Буда, Кралство Унгария, Лайош е син на крал Уласло II (1456 – 1516) и третата му съпруга Анна де Фоа. Брат е на Анна Ягелонина (1503 – 1547).
До раждането на Лайош, сестра му Анна е единствената наследница на короните на Унгария и Бохемия. Това позволява на Уласло II да реши важна външнополитическа задача като обвърже отношенията си с император Максимилиан I, който веднага предлага на Уласло II да даде дъщеря си Анна за един от неговите внуци. Уласло II приема предложението на династическата уния.
След раждането на Лайош Анна е изместена на второ място в линията на унаследяване на унгарския престол. Макар момченцето да е доста слабо, то съхранява живота си до зряла възраст. На 20 март 1506 г. император Максимилиан I обещава за жена на Лайош своята внучка Мария Хабсбург.
На 22 юли 1515 г. във Виена в катедрала Свети Стефан става двойна сватба на Лайош и неговата сестра Анна с австрийската принцеса Мария Хабсбург и принц Фердинанд – бъдещ император на Свещена Римска империя.

## Битката при Мохач
На 29 август 1526 година унгарската армия е разбита при Мохач. Лайош затъва в блато, а неговите останки са открити едва след два месеца. На 10 ноември 1526 година тялото е погребано в базиликата в град Секешфехервар.
Престолът на Чехия наследява Фердинанд I Хабсбург.